# Вяземский, Михаил Сергеевич
Князь Михаи́л Серге́евич Вя́земский (1770—1848) — генерал-майор русской императорской армии из рода Вяземских.

## Биография
Родился в семье сенатора С. И. Вяземского и жены его Анны Федотовны, сестры фельдмаршала М. Ф. Каменского.
Полковник (с 01.01.1798), генерал-майор (с 23.11.1798).
- 28.09.1797−01.01.1798 — командир Черниговского мушкетерского полка
- 01.01.1798−04.03.1800 — шеф Николаевского гарнизонного батальона
- 04.03.1800−03.07.1801 — шеф гарнизонного полка
- 03.07.1801−15.01.1803 — шеф Ахтырского гарнизонного полка

После смерти отца унаследовал выстроенную им усадьбу Пущино-на-Наре. Будучи холост, наследников не оставил.
Награждён орденом Святого Георгия 3-й степени (№ 217, 28 ноября 1810).